# Радомисль (Мазовецьке воєводство)
Радомисль (пол. Radomyśl) — село в Польщі, у гміні Вішнев Седлецького повіту Мазовецького воєводства.
Населення — 461 особа (2011).
У 1975-1998 роках село належало до Седлецького воєводства.

## Демографія
Демографічна структура станом на 31 березня 2011 року:
|          | Загалом | Допрацездатний вік | Працездатний вік | Постпрацездатний вік |
| -------- | ------- | ------------------ | ---------------- | -------------------- |
| Чоловіки | 242     | 63                 | 155              | 24                   |
| Жінки    | 219     | 47                 | 125              | 47                   |
| Разом    | 461     | 110                | 280              | 71                   |